# Takeshi Okada
Takeshi Okada (岡田 武史, Okada Takeshi, Osaka, 25 augustus 1956) is een Japans voormalig voetballer. Okada was bondscoach van het Japans voetbalelftal. Hij maakte na het WK van 2010 in Zuid-Afrika bekend te stoppen als bondscoach van Japan.

## Clubcarrière
In 1976 ging Okada naar de Waseda-universiteit, waar hij in het schoolteam voetbalde. Nadat hij in 1980 afstudeerde, ging Okada spelen voor Furukawa Electric. Met deze club werd hij in 1985/86 kampioen van Japan. Okada veroverde er in 1982 en 1986 de JSL Cup. In 9 jaar speelde hij er 189 competitiewedstrijden en scoorde 9 goals. Okada beëindigde zijn spelersloopbaan in 1990.

## Japans voetbalelftal
Okada debuteerde in 1980 in het Japans nationaal elftal en speelde 24 interlands.

## Statistieken
| Japans voetbalelftal | Japans voetbalelftal | Japans voetbalelftal |
| Jaar                 | Wed.                 | Dlp.                 |
| -------------------- | -------------------- | -------------------- |
| 1980                 | 3                    | 0                    |
| 1981                 | 5                    | 0                    |
| 1982                 | 2                    | 1                    |
| 1983                 | 7                    | 0                    |
| 1984                 | 4                    | 0                    |
| 1985                 | 3                    | 0                    |
| Totaal               | 24                   | 1                    |

## Erelijst

### Als speler
- Winnaar Japan Soccer League: 1986 (Furukawa Electric)
- Winnaar AFC Champions League: 1987 (Furukawa Electric)

### Als trainer
- J1 League: 2003, 2004 (Yokohama F. Marinos)